# Willy Johannmeyer
Willy Johannmeyer (auch Wilhelm, Willi Johannmeier; * 27. Juli 1915 in Iserlohn, Westfalen; † 14. April 1970 in Kelkheim, Hessen) war ein Offizier der Wehrmacht, zuletzt Oberstleutnant; nach dem Zweiten Weltkrieg Manager.

## Leben
Willy Johannmeyer trat 1936 als Fahnenjunker in das Infanterie-Regiment 64 ein und wurde 1938 zum Leutnant befördert wurde. 1939 wurde er Führer des Nachrichtenzuges beim Infanterie-Regiment 503 der 290. Infanterie-Division. Am 1. April 1940 übernahm er dann die 2. Kompanie des Regiments, die er auch während des Westfeldzuges führte.
Im April 1941 wurde er Chef der 14. Kompanie, die er ab Juni 1941 in Russland führte. Aufgrund hervorragender Leistungen wurde er am 1. April 1942 Führer des II. Bataillons, mit dem er sich im Mai 1942 am Ilmensee besonders auszeichnete. Dafür wurde er am 16. Mai 1942 mit dem Ritterkreuz ausgezeichnet und am 1. Juni 1942 zum Hauptmann befördert. Für seine Beteiligung an den Kämpfen nördlich von Newel im März 1943 wurde er am 18. November 1943 mit dem Eichenlaub ausgezeichnet und am 1. Dezember 1943 zum Major befördert. Im Februar 1944 erhielt er den Ehrenring der Stadt Iserlohn.
Am 1. März 1944 wurde er zu einem Lehrgang für höhere Adjutanten kommandiert und am 1. Juni 1944 ins Oberkommando des Heeres versetzt. Ab August 1944 war er im Heerespersonalamt tätig.
Im November 1944 wurde er ins Führerhauptquartier Wolfsschanze versetzt und war ab April 1945 der letzte Heeresadjutant von Adolf Hitler.
Am 29. April 1945 überbrachte ihm Hitler ein Exemplar seines politischen Testaments, das er entweder zu Albert Kesselring oder zu Ferdinand Schörner bringen sollte. Es sollte auf Hitlers Befehl oder nach dessen Tod umgehend veröffentlicht werden. Weitere Exemplare hatten SS-Standartenführer Wilhelm Zander, der Adjutant Martin Bormanns, sowie der amtierende Reichspressechef Heinz Lorenz erhalten. (Nach dem Hitler-Biograf Joachim Fest soll es nur drei Originale gegeben haben.) Sie sollten mit einem aus Dresden (Fieseler Storch) oder Kopenhagen (Wolfgang Klemusch auf einer BV 138) angeforderten Flugzeug von der Pfaueninsel in den Westen geflogen werden, was jedoch scheiterte. Johannmeyer konnte den Adressaten nicht erreichen. Nachdem die Alliierten zum Jahresende einen der anderen Kuriere gefangen genommen hatten, führte die weitere Spur auch nach Iserlohn zu Johannmeyer. Johannmeyer soll das dritte Exemplar des Testaments mit einem Anschreiben von General Burgdorf in einer Flasche im heimischen Garten vergraben haben.
Nach dem Krieg arbeitete Johannmeyer knapp zehn Jahre bei der Heinrich Lanz AG und der Rheinstahl-Hanomag. Um 1961 wurde er Vorstandsmitglied der FMA Pokorny in Frankfurt.